# 槽茎锥花
槽茎锥花（学名：Gomphostemma sulcatum），为唇形科锥花属下的一个植物种。